# Наміг Гулієв
Наміг Гулієв (азерб. Namiq Quliyev, 13 лютого 1974) — азербайджанський шахіст, гросмейстер (2005).
У складі збірної Азербайджану учасник 2-х Олімпіад (1994, 2006).
Його рейтинг на листопад 2015 року — 2581 (298-е місце у світі, 9-е в Азербайджані).

## Зміни рейтингу
| На цьому місці має відображатися графік чи діаграма, однак з технічних причин його відображення наразі вимкнено. Будь ласка, не видаляйте код, який викликає це повідомлення. Розробники вже працюють для того, щоби відновити штатне функціонування цього графіка або діаграми. | |
| | На цьому місці має відображатися графік чи діаграма, однак з технічних причин його відображення наразі вимкнено. Будь ласка, не видаляйте код, який викликає це повідомлення. Розробники вже працюють для того, щоби відновити штатне функціонування цього графіка або діаграми. |